# 2-Iodpropan
2-Iodpropan ist eine chemische Verbindung aus der Gruppe der aliphatischen, gesättigten Halogenkohlenwasserstoffe.

## Darstellung
2-Iodpropan kann aus Isopropanol durch Umsetzung mit rotem Phosphor und Iod dargestellt werden.
Auch die Addition von Iodwasserstoff an Propen führt über eine elektrophile Addition nach Markownikow zu 2-Iodpropan.

## Eigenschaften
2-Iodpropan ist eine licht- und luftempfindliche, leicht flüchtige, farblose bis rötliche Flüssigkeit. Als technisches Produkt wird es mit Silber stabilisiert in den Handel gebracht. Bei Kontakt oder Mischung mit starken Oxidationsmitteln oder starken Basen erfolgt eine heftige Reaktion.